# 母体保護法
母体保護法（ぼたいほごほう、法令番号は昭和23年法律第156号）は、不妊手術および人工妊娠中絶に関する堕胎罪の例外事項を定めること等により、母性の生命健康を保護することに関する法律である（同法1条）。1948年（昭和23年）7月13日に「優生保護法」として公布され、1996年の法改正で名が改められた。
本法に基づいて母体保護法指定医師が指定される。また、本法では医薬品医療機器等法の規定に関わらず、ペッサリー等避妊具を販売できる特権を有する受胎調節実地指導員についても規定が置かれている。
1948年この法律の施行によって、日本では妊娠22週未満（妊娠21週と6日）までの母体保護法指定医による中絶手術を許可され、刑法における堕胎罪規定が空文化し、中絶した女性を堕胎罪に問わないことが基本となり、中絶が事実上合法化された。一方、1996年に改正される以前の優生保護法（以下「旧優生保護法」と表記）下では不妊手術が本人でなく親族など保護者の希望・許諾のみで行われることが可能になっていたために、障害者などの望まない不妊手術を受けた人々が政府に対して訴訟を提起している。このため、「旧優生保護法に基づく優生手術等を受けた者に対する一時金の支給等に関する法律」が立法された。
本法により妊婦本人の意向だけでは中絶できず、配偶者の同意が求められるため訴訟を恐れる医師により本人が望まない妊娠の継続が強要される。2021年厚生労働省は婚姻関係が夫婦が事実上破綻し、同意を得ることが困難な場合に限って不要とする運用指針を定めた。

## 概要

### 優生保護法の成立
1907年にアメリカ合衆国のインディアナ州で世界初の優生思想に基づく中絶・堕胎法が制定された (1907 Indiana Eugenics Law)。それ以降、1923年までに全米32州で制定された。カリフォルニア州などでは梅毒患者、性犯罪者なども対象となったこともあった。優生学は20世紀には世界的に国民の保護や子孫のためとして大きな支持を集めていた。日本では戦後の当初は1948年（昭和23年）に優生保護法という名称で施行された。この法律は、戦前の1940年（昭和15年）の国民優生法と同様優生学的な色彩がある法律である。明治刑法第2編第29章で「墮胎の罪」を定めて中絶した者や中絶を介助した者には刑事罰を与えていた一方、国民優生法は、「国民素質ノ向上ヲ期スルコト」を目的とすることを謳って親の望まぬ不良な子孫の出生と流産の危険性のある母胎の道連れの抑制、多産による母体死亡阻止を目的とした。日本では中絶という行為がキリスト教国のように宗教的タブーであるとは見なされていなかったため、出産という女性への選択肢の位置づけがなされていた。状況によっては家族や後見人が中央優生審査会、地方優生審査会に手術申請を行うことや、中絶や放射線照射の処置を可能としていた法律である。なお当時存在した日本優生学会（1925年創立、阿部文夫、岡本利吉、他）では同法に併せて不妊手術の状況を報告し、また人口増加問題も論じている。
第二次世界大戦における敗戦によって日本本土は大勢の引揚者・復員者を迎えた上に、第一次ベビーブームにより人口増加が問題となり、人口増加を抑制する必要が認識されていた。その一方で、食糧難や住宅難などを背景に、違法かつ不衛生で危険な堕胎が頻繁に行われ、女性の健康被害が生じていた。戦後の優生保護法は、このような戦後の治安組織の喪失・混乱や復員による過剰人口問題、強姦を含む望まぬ妊娠問題、堕胎は女性の権利であるとの意識(プロチョイス）を背景にし、革新系の女性議員にとっては、妊娠中絶の完全な合法化させるための手段である側面があった。1946年（昭和21年）4月10日に行われた戦後初の選挙である第22回衆議院議員総選挙で日本初の女性国会議員として当選した革新系女性議員らは、第1回国会において国民優生法案を提出した。日本社会党の福田昌子、加藤シヅエといった革新系の政治家は母胎保護・女性の妊娠拒否権の観点から多産による女性への負担や母胎の死の危険もある流産の恐れがある胎児とされた時点、女性が出産を拒否できる堕胎の選択肢の合法化を求めた。彼女らは死ぬ危険のある、出産という行為は女性の負担だとして人工中絶の必要性と合法化を主張していた。加藤などは貧困の中で子供が多くの子供を育てている外国の貧民街の多産と貧困問題を目の当たりにして、帰国直後の1922年には、マーガレット・サンガーの薫陶を生かし社会運動に理解のあった夫と日本で産児調節運動を開始していた。男爵夫人石本静枝として産児制限運動を推進するなど母胎保護には望まぬ出産への中絶の権利や母胎への危険のある出産を阻止する方法が女性に必要だと訴えていた。産婦人科医も2018年度の中絶実施件数は16万1741件で、1955年の中絶実施件数117万件を超えであったことから、「まさに隔世の感がある」と比較している。中絶激減原因について、日本人女性の社会的な地位の向上、避妊のためのコンドームの普及、セックスに対する消極性などが関係していると分析されている。

#### 保護者・親族が希望した障害者に対する不妊手術
性的暴行など性的加害者になった際に、再犯を繰り返す者でも心神喪失や責任能力欠如を理由に、罪に問われないことへの被害者側や世論からの批判、親族の目の離れたところで、妊娠や加害を繰り返すことへの、親族の負担・既に面倒を見ている親族による産まれた子供まで更に面倒を見られない負担増加拒否などを理由とした親族らが、障害者への人工妊娠中絶や不妊手術を可能にすることを希望した。親族の要望の後押しを受けたため、1948年に国会でも与野党全会一致で可決した。障害者の面倒を見ている親族が手術を希望したり、容認した場合にのみ手術が行われた。そのため、親族が希望しなかった場合は、手術は行われなかったことで、全障害者には手術は行われていない背景となっている。障害者に不妊手術を希望したり、許諾した親族らの考えは世界的に珍しくなく、中絶の合法化されている国家で障害を持つ子供を妊娠した時点で、中絶を選択する率がどこの国家も高いことから、障害者の要望とその面倒を見ている親族の要望では、親族の要望が優先されていると指摘している。
1954年12月、厚生省が「不妊手術の件数が計画を下回っている」として、年度末に向けて計画通り手術を進めるよう求める通知を、都道府県宛に出していた。1957年4月にも「目標に達していない」として、手術の促進を求める通知を出していた。1955年には1362件で最多となった。1996年の法改正までに、少なくとも親族が希望した1万6,500人が手術を受けた。1962年に社会民主党の前身である日本社会党の宮城県議会議員が、宮城県議会で宮城県に障害者への不妊手術の強化を要求したことで、県の担当部長から障害者への不妊手術推進する旨の答弁を引き出していた。そのため、2018年に後身の社会民主党は関係者に謝罪する声明を発表している。

### 宗教的中絶反対派（プロライフ）との中絶合法化維持の是非論争
1949年（昭和24年）の法改正により、経済的な理由による中絶の道が開かれた。1952年（昭和27年）には中絶を希望する際に、地区優生保護審査会の認定自体を不要となった。このような中絶を容易化する改正がされたことで、経済的な理由による中絶でさえも日本女性は墮胎罪で罪に問われることは無くなり、改正法施行の翌年から日本国の出生数・合計特殊出生率が激減した。背景には急激に妊娠した日本人女性の中絶へ心理的抵抗感が薄れたことにある。その後、高度成長により、経済団体の日本経営者団体連盟（日経連）などからは将来の優れた労働力の確保という観点から中絶（産児制限）の抑制が主張されるようになった。また、プロライフを主張する宗教団体からは、生長の家とカトリック教会が優生保護法改廃期成同盟を組織して中絶反対を訴えた。2022年時点てもカトリックが多数派を占める中南米では中絶が違法な国が占める。中南米で中絶が合法化されたのは、アルゼンチン、ウルグアイ、キューバ、ガイアナに次いでコロンビアが5か国目。メキシコでは、一部自治体で妊娠12週までの中絶が容認されている。カトリック教徒が多数派のコロンビアでは2022年2月21日では24週目までの中絶と、24週目以降のレイプによる妊娠、母体に危険があるとき、胎児が致死性の病気を持っている場合などの特定の状況のみ許可した。宗教的中絶反対論の一方で羊水診断技術の発展により、障害を持つ胎児が早期に発見されるようになり、1960年代後半から羊水診断が日本では実施されるようになった。日本医師会は生長の家などの宗教的中絶反対論には反対しつつ、障害を持つ胎児の中絶を合法化するように提言した。こうした、思惑は違えど様々な改正案の動きがあった。これに対して、全国青い芝の会などの障害者団体は優生学的理由を前面に出した中絶の正当化に対して、逆に中絶禁止法に反対しピル解禁を要求する女性解放連合（中ピ連）やリブ新宿センターなどの女性団体からは、経済的な理由による中絶の禁止に反対した。1970年代から1980年代にかけて、プロライフ・プロチョイス間で激しい議論がなされた。1972年5月26日、政府（第3次佐藤改造内閣）提案で優生保護法の一部改正案が提出された。改正案は産児制限反対の経済団体やプロライフの宗教団体などの意向を反映したもので、以下の3つの内容であった。
1. 母体の経済的理由による中絶を禁止し、「母体の精神又は身体の健康を著しく害するおそれ」がある場合に限る。
2. 「重度の精神又は身体の障害の原因となる疾病又は欠陥を有しているおそれが著しいと認められる」胎児の中絶を合法化する。
3. 高齢出産を避けるため、優生保護相談所の業務に初回分娩時期の指導を追加する。

障害者団体からは主に2が、女性団体からは主に1と3が反対の理由となった。法案は一度廃案になったが、1973年に再提出され、継続審議となった。1974年、政府は障害者の反発に譲歩し、2の条項を削除した修正案を提出し、衆議院を通過させたが、参議院では審議未了で廃案となった。
朝日新聞によると、「胎児条項に反対する障害者団体と、経済条項削除に反対する女性団体が対立する構図ができたが、双方を持つ障害を持つ女性団体が双方の立場を理解して発言し始めたことにより、女性団体は優生保護法がはらむ問題に気づいた。」とし、1980年代になると、女性団体は堕胎罪と優生保護法の廃止に加え、「産む/産まないは女が決めるは胎児の選別中絶は女性の権利には含まれない」と主張するようになった。
宗教団体などによる、経済的理由による中絶禁止運動はその後も続いた。プロライフを支持するカトリック教徒のマザー・テレサは1981年、1982年と二度の来日で、中絶反対を訴えている。一方で日本母性保護医協会、日本家族計画連盟などが中絶を禁止するべきでは無いと主張し、地方議会でも中絶合法化維持を求め、優生保護法改正反対の請願が相次いで採択された。その結果、1981年（鈴木善幸内閣）から再度の改正案提出が検討されたが、1983年5月（第1次中曽根内閣）には、自民党政務調査会優生保護法等小委員会で時期尚早との結論を出し、国会提出は断念された。
函館地裁平成26年6月5日判決では、診療所において被告による羊水検査を受けた原告及びその夫が，その検査結果報告に誤りがあったために原告は中絶の機会を奪われてダウン症児を出産し、同児は出生後短期間のうちにダウン症に伴う様々な疾患を原因として死亡したため、その主張を認め不法行為ないし診療契約の債務不履行に基づき、それぞれに損害賠償金の一部である500万円及び損害遅延金の支払いを認めた。その過程において、障害児の堕胎は経済及び母体の健康的理由に該当しないことについても触れられており、現行法上は出生前診断で障害の可能性がわかっただけでは中絶はできない。

### 配偶者同意による妊娠継続強要問題
現行法では妊婦本人の意向だけでは中絶できず、配偶者の同意が求められる。このため訴訟を恐れる医師により本人が望まない妊娠の継続が強要され、結果、未婚女性が妊娠時の相手の同意が得られず病院から中絶を断られ続けて公園での出産と嬰児遺棄に至った事件が起こっている。医師は配偶者同意がない中絶に対し、損害賠償が夫側に認められた訴訟もある。2021年厚生労働省は、婚姻関係が夫婦が事実上破綻し、同意を得ることが困難な場合に限って不要とする運用指針を定めた。。妊娠、中絶に関し女性の自己決定権を尊重すべきだとの声もある、国連人権理事会は、刑法による中絶の犯罪化は国家の不当な介入であり人権侵害と決議し、国連は2011年に日本を含む加盟国に対し、中絶の非犯罪化、および配偶者や親の同意の要件の廃止などを求める勧告をしてると種部恭子産婦人科医も指摘している。医師への調査でも医師側も配偶者同意のない手術のリスクを恐れ、早急に法改正を望む意見があった。薬物などを使用し自己中絶した場合にも刑法の堕胎罪が適用されるが、1995年に開かれた世界女性会議において、違法な妊娠中絶を受けた女性に対する懲罰措置を含む法律の再検討を求めることが行動綱領で採択されている。厚労省では立法趣旨は不明と述べている。またG7では日本のみ本規定があり、韓国も以前は同意が必要であったが2020年に撤廃されたと報じられている。離婚したと述べた妻の申し出に従い、夫の同意なく中絶手術をしたことの夫から医師に200万円の損害賠償を求めた訴訟の控訴審は、2022年12月福岡高裁那覇支部判決で控訴棄却となった。一方、平成23年に切迫流産で管理中に大量の性器出血を認めたため妊婦本人の同意を得て人工妊娠中絶をした事例では、夫の同意がなく精神的苦痛により医師からの慰謝料55万円が平成29年判決で認められている。

### 母体保護法への改正以降
1996年（平成8年）の法改正により、法律名が現在のものである「母体保護法」に変更されるとともに、人権上の問題のある規定で、優生学的思想に基づいて制定されていた、障害者の断種を認める条文が削除され、「優生手術」の文言も「不妊手術」に改められた。なお、優生保護法、母体保護法ともに、議員立法によって制定・改正が行われてきている。ただし、行政実務上の主務官庁は厚生労働省（子ども家庭局母子保健課）となっている。
2018年（平成30年）2月22日、日本社会党の後継政党である社会民主党党首吉田忠智は、日本社会党の宮城県議会議員が、優生手術を推進したことについて謝罪した。
2019年（平成31年）4月24日、「旧優生保護法に基づく優生手術等を受けた者に対する一時金の支給等に関する法律」が参議院にて全会一致で成立・施行された。被害者に対する「おわび」及び一時金の支給を定めた（法が施行されてから五年以内に審査を経る）。内閣総理大臣安倍晋三が「日本国政府としても、旧優生保護法を執行していた立場から、真摯に反省し、心から深くお詫び申し上げます」と内閣総理大臣談話を発表した。
2019年4月25日時点で、各都道府県に、一時金支給に関する受付・相談窓口が設置されている。
2019年（令和元年）5月、仙台地方裁判所において「旧優生保護法は違憲である」との判決が出ているが、国家賠償については認めていない。
2019年6月19日、原告の一人がSTVに対し、記者の働きかけで弁護団から説明や援助を受ける機会を与えず、意に反して救済法に基づく一時金の申請をさせられ、名誉を傷つけられたとして、BPOに審理を申し立てている。
2020年（令和2年）6月、衆参両院の厚生労働委員会が旧優生保護法の立法経緯や、被害状況の調査を開始する方針を固めた。
2023年（令和5年）4月、こども家庭庁の設置に伴い、本法の所管が厚生労働省からこども家庭庁（成育局母子保健課）に移管された。

## 構成
- 第1章 - 総則（第1条～第2条）
  - 不妊手術および人工妊娠中絶に関する事項を定めること等により、母性の生命健康を保護することを目的としていると記述されている。
  - 旧優生保護法では、優生上の見地から不良な子孫の出生を防止するとともに、母性の生命健康を保護することを目的とすると記述されていた。
- 第2章 - 不妊手術（旧法では、優生手術。第3条～第13条）
  - 旧法では、本人または配偶者の遺伝性精神病質、遺伝性身体疾患もしくは癩（らい）疾患、血族の遺伝性精神病などを理由により優生手術（断種）を行うことができた。また、特定の遺伝性精神・身体疾患に対し、医師がその疾患の遺伝を防止するため公益上必要であると判断した場合、都道府県優生保護審査会の審査を経て、（本人または配偶者の意向に関係なく）優生手術を行うものとされた。
  - 現法では、不妊手術は審査を受けず、本人と配偶者の同意で行えると明記され、第4条から第13条まで法文が削除されている。
- 第3章 - 母性保護（第14条～第15条）
  - 第14条では、指定医師は次のいずれかに該当する者に対して、本人及び配偶者の同意を得て[注釈 2]、人工妊娠中絶を行うことができると定めている。
    1. 妊娠の継続または分娩が身体的または経済的理由により母体の健康を著しく害するおそれのあるもの
    2. 暴行若しくは脅迫によってまたは抵抗もしくは拒絶することができない間に姦淫されて妊娠したもの
- 第4章 - 削除（旧法では、都道府県優生保護審査会）
- 第5章 - 削除（旧法では、優生保護相談所）
- 第6章 - 届出、禁止その他（第25条～第28条）
- 第7章 - 罰則（第29条～第34条）
- 附則

## 免許・資格
- 母体保護法指定医師[1]
- 受胎調節実地指導員（リプロヘルス・サポーター）[48]

## 表記の不一致
旧法（優生保護法）時代には表記の不一致があった。
- 遺伝性奇型（第3条第1項第1号、第14条第1項第1号及び同第2号）⇔遺伝性畸形（第3条第1項第2号）
- 癩疾患（第3条第1項第3号）⇔らい疾患（第14条第1項第3号）